# 3803 Тучкова
3803 Тучкова (3803 Tuchkova) — астероїд головного поясу, відкритий 2 жовтня 1981 року.
Тіссеранів параметр щодо Юпітера — 3,196.